# كويار
بلدية كويار (بالإسبانية: Cúllar) هي بلدية تقع في مقاطعة غرناطة التابعة لمنطقة أندلوسيا جنوب إسبانيا.

## الديموغرافيا
بلغ عدد سكان بلدية كويار 4.653 نسمة عام 2011 (وفقاً للمعهد الوطني الإسباني للإحصاء).
| 5.229 | 5.078 | 5.010 | 4.898 | 4.859 | 4.766 | 4.653 |